# المشراح (المخادر)

تعديل مصدري - تعديل

المشراح هي إحدى قرى عزلة الوادي بمديرية المخادر التابعة لمحافظة إب، بلغ تعداد سكانها 91 نسمة حسب تعداد اليمن لعام 2004.